# Équipe d'Eswatini féminine de football
Cet article traite de l'équipe féminine. Pour l'équipe masculine, voir Équipe d'Eswatini de football.
Maillots
L'équipe d'Eswatini féminine de football est l'équipe nationale qui représente l'Eswatini dans les compétitions internationales de football féminin. Elle est gérée par la Fédération d'Eswatini de football.
L'Eswatini joue son premier match officiel le 29 mars 1998 contre l'Afrique du Sud (défaite 9-0) dans le cadre des qualifications pour le Championnat d'Afrique de football féminin 1998. Les Eswatiniennes n'ont jamais participé à une phase finale de compétition majeure de football féminin, que ce soit le Championnat d'Afrique, la Coupe du monde ou les Jeux olympiques.

## Classement FIFA
| Année              | 2003 | 2004 | 2005 | 2006 | 2007 | 2008 | 2009 | 2010 | 2011 | 2012 | 2013 | 2014 | 2015 | 2016 | 2017 | 2018 | 2019 | 2020 |
| ------------------ | ---- | ---- | ---- | ---- | ---- | ---- | ---- | ---- | ---- | ---- | ---- | ---- | ---- | ---- | ---- | ---- | ---- | ---- |
| Classement mondial | 104  | 111  | 110  | 139  | 144  | 114  | 92   | 128  | 136  | 131  | 112  | 126  | 135  | 128  | 113  | 145  | 147  | 134  |